# Dănuț Andrușcă
Dănuț Andrușcă (n. 19 ianuarie 1969, Vânători-Neamț, România) este un deputat român, ales în 2016. 